# Эгон, Николас
Николас Эгон (англ. Nicholas Egon; 15 ноября 1921 — 25 апреля 2017) — британский художник и рисовальщик. Член Королевского общества искусств (1947).

## Биография
Родился 15 ноября 1921 года в Брно в Чехословацкой республике в семье аристократов: графа Корнеля Вранова (Kornel Vranov) и его жены Ольги из венгерского графского рода Аппоньи (Olga Apponyi).
В 1934 году сбежал из дома, работал в Европе оператором лифта, устным переводчиком, юнгой, носильщиком, егерем, посудомойщиком, землекопом, каменщиком и художником по свету в ночных клубах. Путешествовал по Ближнему Востоку, особенно по Саудовской Аравии.
После аннексии Судет нацистской Германией, в возрасте 17 лет иммигрировал в Лондон. Рисовал киноплакаты.
Стал художником-самоучкой, изучая рисунки и гравюры старых мастеров в Британском музее в Лондоне, Музее Эшмола в Оксфорде и других музеях.
После начала Второй мировой войны, в 1940 году был назначен военным художником в чехословацком военном формировании в Великобритании. В 1944 году направлен в британскую армию в Басру в Королевстве Ирак.
После войны, в 1946 году вернулся в Лондон. Работал в бюро знаменитого архитектора Эрнё Голдфингера (1902—1987), эмигранта из Венгрии.
В 1946—1950 годах преподавал изобразительное искусство в Техническом институте сэра Джона Касса (Sir John Cass Technical Institute, ныне часть Лондонского столичного университета) и читал еженедельные лекции в Национальной галерее в Лондоне.
В 1947 году был избран членом Королевского общества искусств, стал самым молодым членом Общества.
Первые произведения относятся к абстракционизму и вдохновлены современной наукой. Дружил с сюрреалистами Роландом Пенроузом, Жаком Бруниусом и Эдуардом Месенсом. Выставлялся вместе с Джоном Таннардом, Конроем Мэддоксом, Итель Кохун, Эйлин Агар, Маттой и Генри Муром в галерее Антона Звеммера (Zwemmer Gallery) в Лондоне.
В 1949 году отправился в Грецию по приглашению греческого правительства, где ему генералом Папагосом было поручено выполнить монументальную живопись на центральной панели (Голод в Афинах) на Национальном военном мемориале. Также написал портреты короля Греции Павла I, его супруги Фредерики и других членов королевской семьи. На линии фронта во время последних боёв гражданской войны рисовал беженцев, генералов, офицеров и солдат.
В последующие годы активно писал портреты. Мастерская художника находилась в Хампстеде, одном из самых дорогих районов Лондона. Среди его моделей — 1-я вице-мисс мира 1951 Лора Эллисон-Дэвис (Laura Ellison-Davies). В 1952 году нью-йоркское издательство Putnam & Co Ltd. опубликовало сборник его рисунков с женскими портретами Some Beautiful Women of To-Day, моделями которых были королева Фредерика Греческая, балерина Алисия Маркова, актриса Уэнди Хиллер и другие.
Изобразил многих глав государств, в том числе в Иордании, Саудовской Аравии, Нигерии и Марокко. Среди других моделей были писатель Уильям Сомерсет Моэм, художник Лоуренс Стивен Лаури и дирижёр Артуро Тосканини. В 1966 году создал портрет молодой актрисы Хелен Миррен в образе Клеопатры. Годом ранее Миррен получила роль Клеопатры в пьесе Шекспира «Антоний и Клеопатра» и это был её первый успех.
С 1970-х годов работал в технике акварели, изображая пейзажи, сначала в Иордании. С 1978 года, в течение последних тридцати лет писал пейзажи в Греции.
Музей Бенаки в Афинах по случаю выставки «Николас Эгон в Греции» (25 апреля — 20 мая 2007), куратор — Фани-Мария Цингакос (Φανή-Μαρία Τσιγκάκου), опубликовал книгу Nicholas Egon, посвящённую жизни и творчеству художника.
Умер после непродолжительной болезни 25 апреля 2017 года в возрасте 95 лет.

## Личная жизнь
В 1980 году женился на Матти Ксила (Ματρώνα (Μάττη) Ξυλά; 1935—2020), единственной дочери богатого судовладельца Михаила Марку Ксиласа (Μιχαήλ Μάρκου Ξυλάς; 1899—1982). Пара занималась благотворительностью, была членами фонда Caryatid Fund, помогавшего отделу Древней Греции и Древнего Рима Британского музея, основали и финансировали ежегодные лекции в Королевском колледже Лондона в честь своего близкого друга, византиниста сэра Стивена Рансимена (1903—2000).